# Argirofilia
L'argirofilia è la capacità di macromolecole cellulari di legare sali di argento, ma di non riuscire a ridurli.
L'argirofilia è caratterizzata dal fatto che la precipitazione/riduzione dei sali può avvenire solo in presenza di un agente riducente (come per esempio la formaldeide al 4%), al contrario dell'argentaffinità. 
Sono entrambe proprietà molto importanti in istologia, per lo studio di determinate strutture cellulari o molecole.

## Cause
L'argirofilia può essere dovuta a diverse cause:
- nelle cellule paracrine si pensa sia dovuta alla presenza di cromogranina nei granuli secretori [1];
- nelle fibre reticolari si pensa sia dovuta alla presenza di oligosaccaridi[2];
- nelle cellule nervose è dovuta alla presenza di tigroide, che però diminuisce nel tempo e ne rivela la senescenza[3].

## Importanza in istologia
L'argirofilia è estremamente importante in istologia, sfruttata  per eseguire impregnazioni argentiche (sono generalmente utilizzati degli alogenuri, come per esempio il nitrato di argento in soluzione ammoniacale):
- Nello studio del carcinoma con differenziazione neuroendocrina, un carcinoma mammario[4]
- Nello studio del carcinoide bronchiale [5]
- Nello studio del carcinoide gastrico, in particolare per l'individuazione delle cellule ECL[6] che dominano alla presenza del tumore[7]
- Nello studio delle cellule pancreatiche, in quanto alcune delle cellule endocrine pancreatiche sono argirofile. Attraverso il metodo di Grimelius, sviluppato nel 1968, è possibile colorare di tinte che vanno dal bruno chiaro al nero[8] le cellule α[9]. La combinazione della colorazione al nitrato d'argento di Grimelius per le cellule α, dell'aldeide-fucsina per le cellule β e dell'ematossilina plumbica per le cellule δ ha permesso di colorare contemporaneamente i tre tipi di cellule. Le cellule α secernono il glucagone, un ormone che permette il controllo dei livelli di glucosio nel sangue.
- Nelle fibre reticolari provoca una colorazione gialla o marrone delle fibre quando si usano metodi di impregnazione argentica.
- Nello studio dell'odontoma, un tumore del cavo orale, è probativa di actinomicosi[10]

## Metodi
L'individuazione di argirofilia può avvenire tramite differenti metodologie:
- Il già citato metodo di Grimelius, che prevede l'uso di una soluzione di nitrato d'argento e di una soluzione riducente.
- Trattamento con soluzioni basiche, ad esempio formalina.
- Metodo Bielschowsky: il diverso grado di argirofilia degli elementi cellulari presenti del tessuto nervoso permette attraverso una opportuna calibrazione della soluzione riducente di evidenziare selettivamente neurofibrille, assoni, dendriti, placca senile[11].